# 朗溪县
朗溪县，中国古县名。
唐朝贞观八年（634年）置，治所在今湖南省洪江市西南。属巫州。大历中改属叙州。五代时废。相传为诸葛亮驻兵处。 